# Narutowo
Narutowo – kolonia w Polsce położona w województwie kujawsko-pomorskim, w powiecie lipnowskim, w gminie Skępe. 
Do 1954 roku miejscowość była siedzibą gminy Narutowo. W latach 1975–1998 miejscowość administracyjnie należała do województwa włocławskiego.